# La Niña (fenómeno)

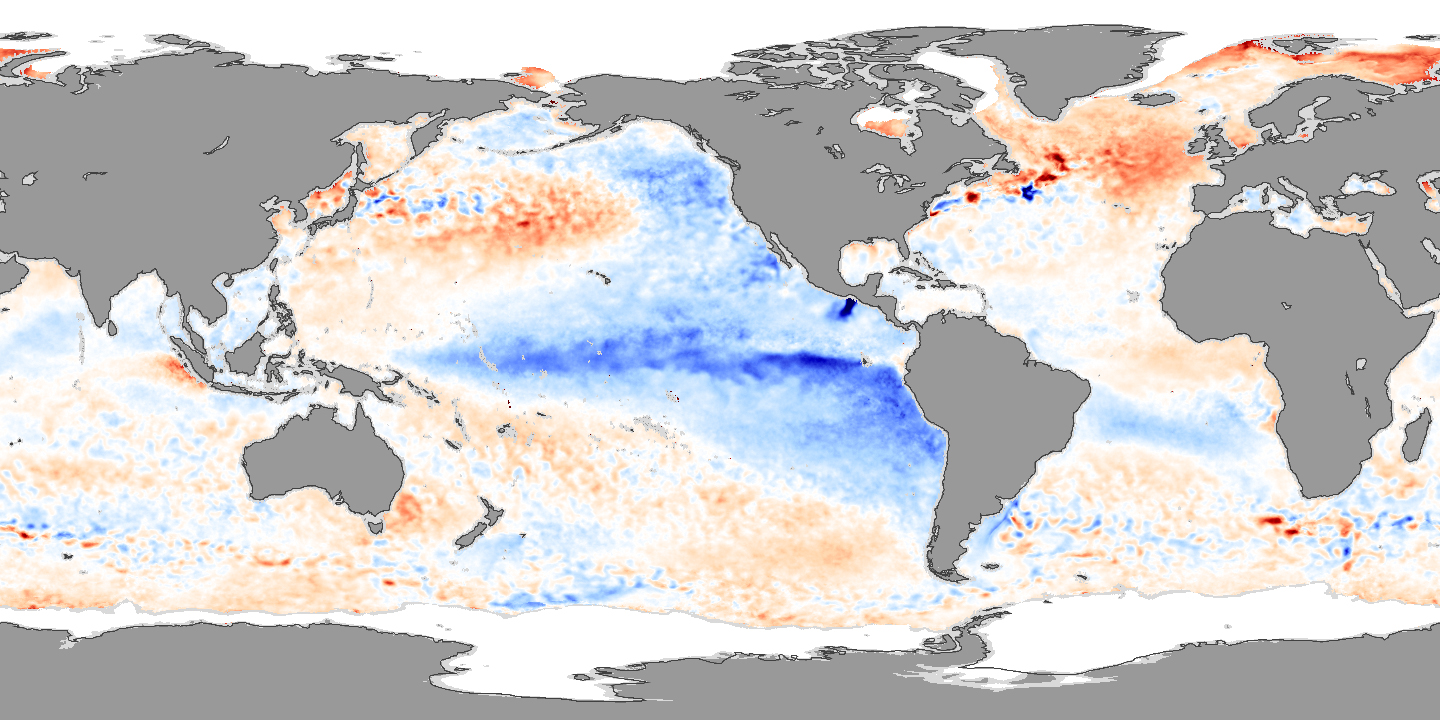
Anomalías de la temperatura de la superficie del mar mostrando condiciones de La Niña (azul) en noviembre de 2007.

La Niña es un fenómeno climático que forma parte de un ciclo natural-global del clima conocido como El Niño-Oscilación del Sur (ENOS, El Niño-Southern Oscillation, ENSO por su acrónimo en inglés). Este ciclo global tiene dos extremos: una fase cálida conocida como El Niño y una fase fría, precisamente conocida como La Niña. En el pasado también se le llamaba anti-El Niño, o "El Viejo". Cuando existe un régimen de vientos alisios fuertes desde el este al oeste, las temperaturas ecuatoriales disminuyen y comienza la fase fría o La Niña. Cuando la intensidad de los alisios disminuye, las temperaturas superficiales del mar aumentan y comienza la fase cálida, El Niño.
Cualquiera de ambas condiciones se expande y persiste sobre las regiones tropicales por varios meses y causan cambios notables en las temperaturas globales, y especialmente en los regímenes de lluvias a nivel global. Dichos cambios se suceden alternativamente en períodos que varían promedialmente de los cinco a los siete años y se tienen registros de su existencia desde épocas prehispánicas.

## Características

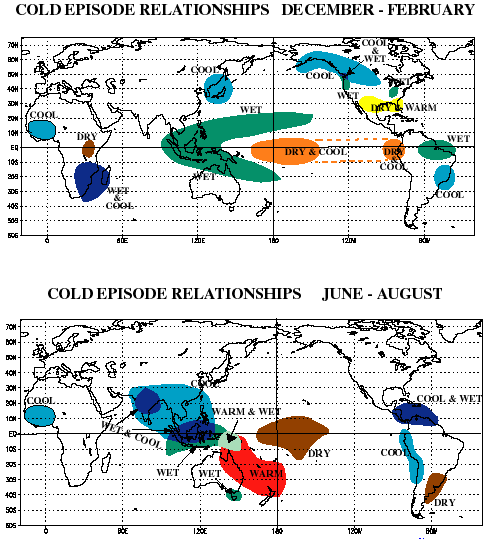
Impactos climáticos regionales de La Niña.

Tanto El Niño como La Niña, son los ejemplos más evidentes de los cambios climáticos globales, siendo parte fundamental de un vasto y complejo sistema de fluctuaciones climáticas. El Niño es conocido como el periodo cálido y La Niña como el periodo frío. La Niña se caracteriza por tener temperaturas frías y perdurables, si se le compara con El Niño, ya que este se caracteriza por temperaturas oceánicas inusualmente calientes sobre la zona ecuatorial del océano Pacífico.
Los episodios de La Niña, al igual que el fenómeno de El Niño, producen cambios a gran escala en los vientos atmosféricos sobre el océano Pacífico, incluyendo un incremento en la intensidad de los vientos alisios del Este (Este-Oeste) en la atmósfera baja sobre la parte oriental del océano Pacífico en Sudamérica, y de los vientos del oeste en la atmósfera superior. Estas condiciones reflejan cambios significativos en la circulación ecuatorial de Walker.
Los episodios cálidos del niño y fríos de La Niña, forman parte del ciclo El Niño-Oscilación del Sur (ENOS). Estos ciclos tienen un período medio de duración de aproximadamente cuatro años, aunque en el registro histórico los períodos han variado entre 2 y 7 años.
Durante un episodio de La Niña, es típico observar condiciones más secas respecto a lo normal sobre la parte centro-ecuatorial del océano Pacífico, debido a un debilitamiento de la corriente en chorro entre los meses de diciembre y febrero, y por el fortalecimiento de los sistemas monzónicos en Australia, el Sudeste Asiático, América del Sur, América Central y África.
En las primeras fases de los episodios de La Niña, la termoclina —isoterma de 20 °C que separa las capas superficiales del océano de las más profundas— se localiza a poca profundidad respecto a lo habitual, principalmente en los sectores centrales del océano Pacífico y frente a las costas de América del Sur (Ecuador, Perú y Chile). Durante la fase madura la termoclina gradualmente se profundiza en la parte occidental del Pacífico y en el sector central en las últimas fases de los episodios.

## Transición del fenómeno frío (La Niña) a un episodio cálido (El Niño)
Como resultado de los cambios indicados, las temperaturas subsuperficiales del mar se vuelven gradualmente más cálidas de lo normal en los sectores occidental y central de la zona ecuatorial del océano Pacífico, creándose condiciones muy favorables para una transición a un estado neutral, o a un episodio de El Niño. Los factores críticos que determinarán dicha transición son los vientos del Este de nivel bajo. En las últimas fases de los fenómenos El Niño, la profundidad de la termoclina y de la temperatura del mar subsuperficial llegan a ser inferiores a lo normal por diversas partes ecuatoriales del océano Pacífico. Esta evolución indica un vaciado del calor hacia la parte superior del océano y a la vez son los preparativos para una fase de transición hacia un estado neutral, o a un año más del fenómeno de La Niña.

## Frecuencia de El Niño y La Niña
Cronología de todos los episodios de La Niña entre 1900 y 2020.
Es importante señalar que cuando finaliza un evento El Niño, no necesariamente se debe esperar que se desarrolle un episodio de La Niña inmediatamente. Sin embargo, esta transición sí tiene lugar en la mayoría de los casos. Por ejemplo, los eventos El Niño de 1957, 1965 y 1991 presentaron un rápido descrecimiento de las temperaturas de la superficie del océano, pero no se desarrollaron eventos fríos de La Niña.
También, ha habido ocasiones en que unos episodios cálidos conllevaron episodios fríos en la estación siguiente, tal y como sucedió en 1969, 1972 y 1987; pero en cada uno de estos episodios, las condiciones frías completamente establecidas se desarrollaron hacia fines de julio. Las condiciones de un episodio La Niña moderado, se desarrollaron a continuación de El Niño 1982/83. En este caso, las condiciones de La Niña se desarrollaron entre septiembre y noviembre de 1983.
Regularmente los eventos de El Niño ocurren más frecuentemente que los eventos de La Niña. Por ejemplo, durante el período 1950-1998 (49 años) y según los registros de la NOAA, han ocurrido un total de doce eventos del fenómeno El Niño contra sólo nueve de La Niña.
Eventos de "La Niña" desde 1950 a 2018

## Eventos de mayor duración y mayor intensidad
De acuerdo a los registros de NOAA, los eventos La Niña de mayor duración han sido los ocurridos en 1954-1956, 1973-1976, 1998-2001, y 2020-2023, siendo los dos últimos de 2 años, 8 meses (julio de 1998 a marzo de 2001) y 2 años, 6 meses (agosto 2020 a febrero de 2023) de duración respectivamente, repitiéndose el mismo patrón 22 años después. El evento reciente de mayor intensidad se desarrolló entre 1973-1974, con un máximo en diciembre de 1973.

## Su impacto en el clima global

El Niño, la Niña y calentamiento global

En los trópicos las variaciones experimentadas en el clima global por efecto del fenómeno de La Niña son radicalmente opuestas a las variaciones ocasionadas por El Niño.
En América Central es bastante probable esperar condiciones relativamente más húmedas de lo normal, principalmente sobre las zonas costeras del mar Caribe. En América del Sur predominan las condiciones más secas y más frescas de lo normal sobre Ecuador y Perú, secas y calurosas en Chile central, así como condiciones más húmedas en Guyana y el nordeste de Brasil.

### Efecto en el clima de Nicaragua
En el caso particular de Nicaragua el fenómeno de El Niño está íntimamente relacionado con la ocurrencia de sequías sobre su territorio. Contrariamente, La Niña se asocia con estaciones lluviosas benignas o más húmedas y también con la ocurrencia de eventos meteorológicos extremos que causan desastres naturales como depresiones atmosféricas, tormentas y ciclones tropicales.
En años de La Niña, durante el período de junio a agosto, sobre Centroamérica prevalecen las condiciones más frescas y húmedas, de tal manera que sobre Nicaragua es posible esperar un período canicular benigno, o en su defecto la ausencia de este mínimo estival en la marcha mensual del régimen de precipitación.
Según la información histórica que posee INETER (Instituto Nicaragüense de Estudios Territoriales) sobre vórtices ciclónicos que han impactado al territorio nacional en los últimos 100 años, se puede concluir que los desastres naturales de origen meteorológico más trágicos han ocurrido en años La Niña. Durante el evento 1970-71, en septiembre de 1971 el huracán Irene atravesó el país de este a oeste siguiendo la ruta más al sur utilizada hasta la fecha por un vórtice ciclónico, recibiendo el nombre de Olivia como tormenta tropical en aguas del océano Pacífico. En el evento 1974-75, catalogado como el de mayor duración en los últimos 49 años, en septiembre de 1974 Nicaragua se vio seriamente afectado de forma indirecta por el huracán Fifí, el cual causó severas inundaciones en los Departamentos de Chinandega y León principalmente, como resultado de la circulación atmosférica creada por el sistema ciclónico.
En octubre de 1988 otro evento de La Niña clasificado como el más intenso del período 195?-1998, propició la entrada al territorio del segundo huracán más desastroso en la historia de Nicaragua, el Joan, y el más intenso respecto a la escala internacional de Saffir-Simpson de los que han impactado directamente al país. A pesar de que los daños fueron cuantiosos en infraestructura, en el sector agrícola, en forestaría y en algunos ecosistemas, se podría decir en relación con la última catástrofe provocada por el huracán Mitch que la pérdida de vidas humanas causadas por el Joan podrían ser inferiores al 10% de las originadas por este último.
Nuevamente la ocurrencia del evento de La Niña 1995-1996 clasificado como débil internacionalmente, creó condiciones propicias para que en julio de 1996 el huracán Cesar irrumpiera sobre territorio Nicaragüense a la altura de Kukra Hill y que posteriormente atravesara el territorio nacional con intensidades de tormenta y depresión tropical. En lo general, se podría decir que el huracán Cesar (intensidad 1 en la escala internacional) no ocasionó grandes daños económicos ni significativas pérdidas humanas respecto a Joan y Mitch.
En mayo de 1998 de forma abrupta finalizó uno de los eventos de El Niño más intensos del pasado siglo XX, creando condiciones propicias para que de forma acelerada se iniciase la gestación de un episodio de La Niña, el cual actualmente está en su sexto mes de vida junio - noviembre y que ha sido catalogado por la comunidad científica internacional de intensidad moderada. Así mismo las últimas predicciones de los Modelos Numéricos de pronósticos de los Centros Internacionales, indican un fortalecimiento del Episodio Frío/La Niña durante lo que resta de 1998, continuando con condiciones moderadas hasta abril - junio de 1999.
Una vez más un Episodio Frío/La Niña, potenció el desarrollo de condiciones atmosféricas y oceánicas favorables para que se desarrollara en la cuenca del mar Caribe el huracán Mitch, considerado como el vórtice ciclónico más potente (categoría 5 en la escala de huracanes de Saffir-Simpson) que nunca jamás había afectado de forma indirecta al territorio nacional, causando a la vez los daños más arteros y trágicos en la población más pobre de Nicaragua, así como en infraestructura; afectando a la vez significativamente a los sectores económicos más sensibles, como el sector agrícola, ganadero, energía y salud, principalmente.
Sobre la base de lo antes expuesto se puede decir, que es más que evidente la relación que existe entre el fenómeno de La Niña y la exagerada actividad ciclogenética que se observa en la cuenca del Océano Atlántico - Golfo de México - Mar Caribe, así mismo en años La Niña la probabilidad crece tanto que es muy probable que un vórtice ciclónico afecte directa o indirectamente al país, originando desastres naturales de origen meteorológico, tales como lluvias intensas, tormentas y ciclones tropicales, y consecuentemente inundaciones, marejadas de tempestad y deslizamientos de tierras, entre otros.

### Efecto en el clima de Bolivia
El fenómeno de La Niña genera más lluvia en los Andes centrales, que resulta en inundaciones catastróficas en los Llanos de Mojos en el Departamento del Beni en Bolivia. Tales inundaciones están documentadas para los años de 1853, 1865, 1872, 1873, 1886, 1895, 1896, 1907, 1921, 1928, 1929 y 1931.

## Fases del fenómeno
Este fenómeno, sobre el que se ha escrito poco y que aparece por primera vez en la literatura científica a finales de 1989, se divide en cuatro fases.
1. El Preludio al fenómeno La Niña, es la terminación del fenómeno El Niño (Oscilación del Sur)
2. El Inicio del fenómeno La Niña, que se caracteriza por:
  1. Un fortalecimiento de los vientos alisios que confluyen en la zona de convergencia intertropical y un desplazamiento más temprano de esta hacia el norte de su posición habitual.
  2. Un aumento de la convención en el océano Pacífico, al oeste del meridiano de 180°, donde la temperatura del agua superficial del océano sube de su valor habitual (28 y 29 °C)
3. El Desarrollo del fenómeno se identifica por:
  1. Un debilitamiento de la corriente contra ecuatorial, lo que ocasiona que la influencia de las aguas cálidas proveniente de las costas asiáticas afecten poco las aguas del pacífico de América.
  2. Una ampliación de los afloramientos marinos, que se producen como consecuencias de la intensificación de los vientos alisios.
  3. El fortalecimiento de la corriente ecuatorial del sur, especialmente cerca del ecuador, arrastrando aguas frías que disminuyen las temperaturas del pacífico tropical oriental y central.
  4. Una mayor cercanía de la termoclina a la superficie del mar en el pacífico tropical, lo que favorece la permanencia de especies marinas que encuentran sus alimentos durante periodos largos.
4. La maduración es el final del evento La Niña, y ocurre después de que la intensidad de los vientos alisios ha regresado a su estado normal

## Duración y frecuencia
El fenómeno la Niña puede durar de 9 meses a 3 años y según su intensidad se clasifica en débil, moderado y fuerte.
Es más fuerte mientras menor es su duración, y su mayor impacto en las condiciones meteorológicas se observa en los primeros 6 meses de vida del fenómeno. Se presenta con menos frecuencia que el Niño y se dice que ocurre cada 3 a 7 años.
Según la NOAA desde 1950 se han presentado 8 fenómenos de la Niña.

## Detección de los fenómenos
El Programa Mundial de Investigación Climática de la OMM a través del Programa de Océanos Tropicales y la Atmósfera Mundial monitorea el océano Pacífico Tropical utilizando boyas fijas, boyas a la deriva, mareógrafos, batí-termógrafos y satélites, los cuales generan información para conocer las condiciones actuales de este y alimentar los modelos para la predicción del futuro comportamiento y características de La Niña. Algunos científicos han logrado analizar su impacto a través del análisis de los isótopos de oxígeno de las plantas.

## Comportamiento actual de la precipitación en los eventos
Se ha observado que en el periodo seco noviembre-abril la precipitación es superior a la histórica y que la precipitación anual supera las normas históricas y las registradas en los años El Niño.

## Influencia histórica de los eventos en la estación lluviosa
En el análisis del periodo 1971-1997 se ha observado que durante los 5 eventos La Niña el primer sub-periodo lluvioso (mayo-junio), tiene un comportamiento errático, no encontrándose una correlación directa de aumento de la precipitación en el periodo lluvioso con la ocurrencia de La Niña.
Del análisis resulta que el mes de mayo presenta déficit de precipitación en todas las regiones del país (Perú), en cambio el mes de junio solamente la región del Pacífico y el Atlántico presentan déficit y excesos, mientras que la región norte y central solo presenta déficit. El mes de julio es el más estable y presentan déficit y exceso en todas las regiones del país.
En el segundo subperiodo lluvioso de los 5 eventos La Niña examinados, la región del Pacífico ha presentado en promedio un exceso de 14,7 %, la región Norte de 11,4 %, la región Central de 5 % y la región Atlántico un ligero déficit de -2,8 %.

## Diferencia entre la corriente de El Niño y el evento de La Niña
Es de suma importancia establecer la diferencia entre los términos Corriente y Evento El Niño. El primero de estos, Corriente de El Niño, trata de un evento periódico y normal que sucede cada año durante los meses de diciembre a abril. Este tiene características de aguas cálidas que provienen del norte de la cuenca de Panamá y bajan por las costas de Sudamérica, marcando el inicio de la estación cálida y húmeda de la región costera del Ecuador.
El segundo término, Evento La Niña o también conocido como evento ENOS (El Niño-Oscilación Sur) por su relación con la Oscilación del Sur, por el contrario se trata de un evento no periódico, por lo que este sucede hasta cierto punto de manera sorpresiva y sus consecuencias se dan a nivel global y no únicamente en las costas de Sudamérica como en el caso anterior.
Por su parte al evento ENOS se le define científicamente como la respuesta dinámica del océano Pacífico al forzamiento prolongado de los vientos ecuatoriales, así como la presencia de aguas cálidas frente a las costas de Ecuador y Perú con anomalías (desviaciones de su valor normal) superiores a una desviación estándar por no menos de cuatro meses. Cada evento ENOS varía notablemente entre uno y otro, principalmente en lo que se refiere a su intensidad y duración, por lo que se los ha clasificado en cuatro categorías de acuerdo a su intensidad. Estas son: débil, moderado, fuerte y extremadamente fuerte.
Debido a las características de los eventos ENOS y sus grandes consecuencias a nivel global se llevan a cabo una serie de investigaciones y se crean un sinnúmero de proyectos e institutos dedicados a su estudio y monitoreo, con sus resultados se busca, en cierta forma, disminuir los desastrosos impactos de este evento a nivel mundial, mediante un pronóstico oportuno de su ocurrencia.

## La Niña costera
La Niña costera es un evento climatológico que consiste en un enfriamiento anómalo del Pacífico oriental ecuatorial cercano a la costa sudamericana, diferente aunque relacionado con el conocido fenómeno de La Niña, el cual se desarrolla en el Pacífico central y tiene implicancias a nivel del clima global. Los efectos climáticos de la Niña costera pueden ser tan o más importantes que los de La Niña global, pero a un nivel local, tal como ocurrió con la Niña costera de 2018 en comparación a la débil Niña global de 2017-18, en este caso, con respecto al clima en Perú.
La relación y las diferencias entre la Niña costera y la Niña global han sido estudiadas por el Comité Multisectorial Encargado del Estudio Nacional del Fenómeno El Niño (ENFEN) en Perú. En oposición a la Niña costera, está el fenómeno del Niño costero, un evento cálido que ha traído graves consecuencias en la región. Para la medición de estos fenómenos, se usa el Índice Costero El Niño (ICEN), el cual se compara con el Índice Oceánico del Niño (ONI), y cuyos valores negativos o positivos definirán la intensidad de un evento de la Niña o del Niño, respectivamente.